# 샌프란시스코만

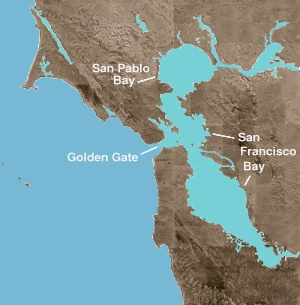
샌프란시스코만

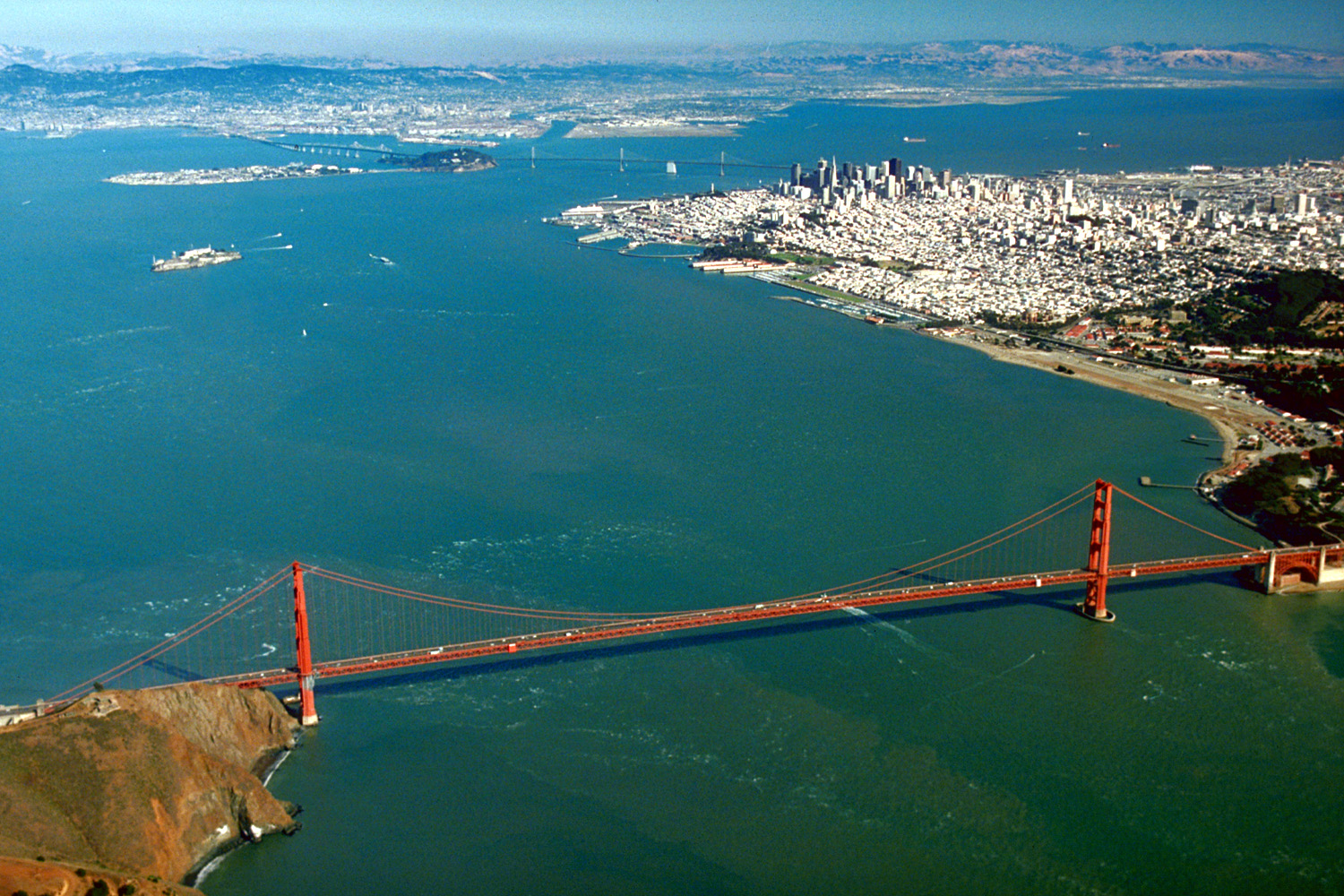
골든게이트교와 샌프란시스코만의 전경

샌프란시스코만(San Francisco Bay)은 새크라멘토강과 샌와킨강이 태평양으로 흘러드는 강 하구의 만이다. 서쪽의 골든게이트 해협을 통해 태평양으로 연결된다.
미국 캘리포니아주에 있으며, 샌프란시스코, 오클랜드, 산호세 등의 대도시로 이루어진 샌프란시스코 베이에리어로 둘러싸여 있다.

## 같이 보기
- 골든게이트 해협
- 골든게이트 교
- 디아블로산